# La Bohème
La Bohème és una òpera en quatre quadres de Giacomo Puccini sobre un el llibret de Luigi Illica i Giuseppe Giacosa, sobre Scènes de la vie bohème (Escenes de la vida bohèmia), de Henry Murger. Va ser estrenada al Teatro Regio de Torí, l'1 de febrer de 1896, sota la direcció d'Arturo Toscanini. S'insereix dins del corrent verista.
Existeix també una altra òpera estrenada l'any següent amb el mateix nom, escrita i composta per Ruggero Leoncavallo i basada en el mateix llibret.

## Origen i context
La guerra declarada entre els editors milanesos Ricordi i Sonzogno per a aconseguir els serveis dels millors compositors i els temes d'èxit assegurat, va provocar que Puccini i Ruggero Leoncavallo estigueren treballant alhora en una òpera amb el mateix títol i sobre el mateix tema: la novel·la de Henry Murger Scènes de la vie bohème. Leoncavallo va ser el primer a començar. Sembla que l'hi va fer confidència a Puccini casualment, en una conversa de cafè. Aquest, que ja havia pensat a usar el tema, va aconseguir avançar-se al seu col·lega i concloure abans la seva "versió". L'incident va provocar un refredament de les relacions entre ambdós creadors.
Durant la composició, Puccini va dubtar sobre el seu projecte i fins i tot va plantejar-se abandonar-lo i iniciar la composició d'una altra òpera sobre el drama La lupa (La lloba), de Giovanni Verga, autor que ja havia proporcionat el tema de l'exitosa Cavalleria rusticana de Pietro Mascagni. Fins i tot va viatjar a Sicília a la recerca de material i inspiració. Finalment, va abandonar el projecte de La lupa i va entusiasmar-se amb La bohème. El tema de la joventut somniadora, romàntica i humil, va colpir-lo de tal manera que, junt amb un grup d'amics —tots homes madurs— va constituir un club de "bohemis" amb seu en una taverna abandonada de la rodalia de la seva residència a Torre del Lago.
L'acollida de l'obra en la seva estrena va ser càlida, almenys per una part del públic. No obstant aquest èxit, la crítica torinesa va mostrar-hi reserves. Tot i això, amb el temps La Bohème ha esdevingut una de les òperes bàsiques del repertori, i una de les més estimades pel públic d'arreu del món.

## A Catalunya
L'òpera fou estrenada a Catalunya, al Gran Teatre del Liceu de Barcelona, el 10 d'abril de 1898, constituint també l'estrena a Espanya. Fou interpretada per Rosina Storchio i Alessandro Bonci en els papers principals, de Mimì i Rodolfo, respectivament, sota la direcció del mestre italià Rodolfo Ferrari. A Girona fou estrenada al Teatre Principal el 26 d'octubre de 1902, interpretada per Maria Gressler i Juli Balasch en els papers principals, sota la direcció del mestre Joaquim Vehils i Fochs.

## Argument
Lloc: París
Temps: 1830

### Acte I
Nit de Nadal a un àtic bohemi
A les golfes dels bohemis. Marcello pinta mentre Rodolfo (principal protagonista,junt amb Mimi) mira per la finestra. Com que no tenen combustible i fa fred, utilitzen els manuscrits del drama que està escrivint Rodolfo per a fer foc. Colline, el filòsof, entra en la peça congelat i empipat. Schaunard, el músic, arriba amb menjar, fusta, vi i diners; explica als seus companys la font de les seves riqueses: un treball per a un cavaller anglès. Ningú li presta atenció perquè cauen sobre el menjar, que és retirat ràpidament per Schaunard, que en deixa només el vi. Mentre beuen, arriba Benoit, el llogater, a la recerca del pagament de la renda. Els bohemis l'entabanen oferint-li vi, i, al mig de l'efecte de l'alcohol, els narra les seves aventures amoroses, afegint que està també casat, davant la qual cosa tots reaccionen amb una indignació pacífica, fingida, i el fan fora de l'habitació sense pagar-li la renda. Decideixen que el millor és utilitzar els diners per a gaudir de la nit. Rodolfo no els acompanya perquè vol treballar. En aquest moment algú pica la porta, és Mimi que ha vingut a demanar ajuda per a encendre novament la seva espelma. Surt, però torna de seguida perquè ha oblidat la seva clau. En aqueix moment, ambdues llums s'apaguen i a la foscor han de cercar la clau. Rodolfo la troba i la guarda perquè la recerca continue a la foscor. Quan les seves mans es troben, ambdós aprofiten l'ocasió per a contar la història de les seves vides: ell interpreta Che gelida manina' - ('quina maneta més freda') i ella, Sì, mi chiamano Mimì (sí, em diuen Mimì). Són interromputs per les veus dels amics que han vingut a cercar Rodolfo, i ell abans que entren, els adverteix que no està sol i que aviat es reunirà amb ells. Així decideixen anar-hi plegats, cantant el seu amor (en el deliciós duo, O soave fanciulla - oh! Suau noia).
Fragments destacats de l'acte:
- Si può (ària de Benoit, el llogador de l'estança)
- Che gelida manina (ària de Rodolfo)
- Sì, mi chiamano Mimì (ària de Mimì)
- O Soave fanciulla (duet de Mimì i Rodolfo)

### Acte II
Al Cafè Momus
Els bohemis compren petits presents i s'asseuen a sopar. Aleshores apareix Musetta amb el seu nou amant, un conseller d'Estat. Marcello, que havia festejat amb Musetta anys abans, s'engeloseix i la jove encara el provoca més.
Al final, Musetta fingeix un mal de peu, perquè el seu amant se'n vagi i Marcello i Musetta es manifesten el seu amor. Porten el compte, que els bohemis no poden pagar. Musetta, llavors, demana al cambrer que ajunti la factura dels bohemis amb la del seu amant, el conseller d'Estat, i tots se'n van seguint la retreta.
Fragments destacats de l'acte:
- Quando men vo soletta (vals de Musetta)
- Chi l'ha richiesto? (orquestra i cor - marxa final)

### Acte III
Una entrada a París
Els bohemis canten dins la taverna. Aleshores apareix Mimì, i Marcello surt a trobar-la. Mimì li confessa que Rodolfo està esquerp amb ella, i ella no sap per què. Marcello promet palar amb Rodolfo, i Mimì s'amaga rere un arbre.
Llavors, surt Rodolfo, i Marcello li demana què passa amb Mimì. Rodolfo intenta esquivar-lo, però, al final, li ho confessa: Mimì està molt malalta, i ell no pot ajudar-la. De tal manera que vol deixar la relació que té amb ella perquè Mimì trobi un amant més ric, que la pugui ajudar.
Mimì, que no ho sabia, té un atac de tos, i es descobreix. En aquell moment, Marcello sent com Musetta riu dins la taverna, i, mort de gelosia, entra. Rodolfo i Mimì volen separar-se, però el seu amor és tan fort que decideixen esperar fins a la primavera, per tant, segueixen junts. En canvi, Marcello i Musetta, finalment, se separen.
Fragments destacats de l'acte:
- D'onde lieta uscì al tuo grido (ària de Mimì)
- Dunque è proprio finita? (duet final)

### Acte IV
L'àtic del principi
És primavera i mentre Rodolfo i Marcello es dediquen a les seves arts respectives enyoren les antigues parelles. Tenen gana i confien que Schaunard i Colline portin menjar, però només porten pa i una arengada. Malgrat tot, els bohemis simulen un banquet i fan gresca.
L'arribada de Musetta que porta Mimì moribunda interromp la xerinola. Tothom se'n va a cercar ajuda contra la malaltia: Marcello i Musetta -després de reconciliar-se- van a comprar un maneguet, Colline decideix d'empenyorar la gavardina per comprar medecines, alhora que suggereix a Schaunard que els deixi sols. És aleshores que Rodolfo i Mimi es confessen amor mutu i recorden l'escena de la seva coneixença.
En sentir que Mimi té un altre atac de tos, Schaunard entra a l'estança. Al cap de poc arriben Marcello i Musetta amb la medecina i el maneguet. Musetta resa una oració, però tot és en va perquè Mimì mor. Rodolfo, en adonar-se'n, la crida dos cops, però inútilment.
Fragments destacats de l'acte:
- Si sgombrino le sale... (Escena)
- C'è Mimì, che mi segue e che sta male (entrada de Musetta)
- Sono andati? Fingevo di dormire (Duet de Mimì i Rodolfo)
- Che avvien? (finale)

## Orquestració
La Bohème està orquestrada per a:
| Instruments de vent de fusta 2 Flautes Piccolo 2 Oboès Corn anglès 2 Clarinets Clarinet baix 2 Fagots Instruments de metall 4 Trompes | 3 Trompetes 3 Trombons Trombó baix Arpa Percussió Timbals Caixa Triangle Plats Bombo | Xilòfon Glockenspiel Campanelle ("Petites campanes") Instruments de corda Violins I, II Violes Violoncels Contrabaixos |